# باشگاه ورزشی لیریا
باشگاه فوتبال لیریا (پرتغالی: U.D. Leiria) یک باشگاه فوتبال در شهر لیریا، پرتغال است.
این باشگاه که در سال ۱۹۶۶ تاسیس شده سابقه یک نایب قهرمانی در جام حذفی فوتبال پرتغال را در کارنامه دارد. از مربیان مطرح این تیم میتوان به ژوزه مورینیو اشاره کرد.